# Чуриловски манастир
 Тази статия е за манастира в България.  За манастира в Костурско, Гърция вижте Чуриловски манастир (Гърция).  
Чуриловският манастир „Свети Георги“ (наричан понякога Игуменски или Геговски манастир) е български православен манастир, част от архиерейско наместничество Петрич на Неврокопска епархия на Българска православна църква, посветен на Свети Георги.

## Местоположение
Манастирът е разположен в южните склонове на планината Огражден в землището на село Чурилово. Намира се на 28 km от град Петрич и на 2 km от село Гега.

## История
Предполага се, че манастирът е основан през XIV век. Възобновен в 1858 година. В Държавен архив – Благоевград се съхранява ферманът за „разширяването и построяването“ на църквата „Свети Георги“, издаден на 5 април 1857 година от султан Абдул Меджид. За изграждането на манастира се черпят сведения от съществуващите строителни надписи. В два от тях се посочва, че на 10 март 1858 година е станало обновяването на църквата, а в третия – че през 1890 година е построена камбанарията. Текстовете сочат, че на мястото на църквата е съществувал по-стар храм. Посочени са имената на настоятелите и ктиторите.
Според старо предание, строителството на манастира е започнало през 1848 година. Строителите и зографите са неизвестни, но са представители на Дебърската школа.
В него първоначално е разкрито обществено килийно училище, което по-късно е преустроено в новобългарско. Манастирът е свързан с революционните борби на местното българско население.
Манастирските имоти, чиято площ е около 10 декара са съставени от сградата на старото килийното училище в което са запазени две класни стаи, трапезария и магерница, храмовата сграда, камбанария, касапница, дворове, поляни и овощни градини.
В миналото манастирът и училището са обслужвали духовните нужди на населението от дванадесетте махали на някогашното село Игуменец. Неговата роля при формирането на тази селищна агломерация е безспорна. Това личи и от името на селището.

## Католикон
Църквата „Свети Георги“ е трикорабна псевдобазилика с открит притвор от запад и открити навеси от север и юг. Представлява масивна каменна сграда с размери 24 метра дължина и 12 метра ширина. По начин на градеж, а също и по планова схема, напомня църквата „Свети Димитър“ в село Тешово. Майсторите са вероятно от западните краища на българските земи, добри каменоделци и зидари. Интерес представлява съхранената стенописна украса, която не е датирана и особено сцените със сюжети от „Страшният съд“ и „Митарствата на душата“, изписани в открития притвор. Църквата е обявена за паметник на културата от национално значение.

## Храмови празници
Десетки миряни се събират в обителта три пъти в годината – на храмовия празник Гергьовден, на Петровден и на Рождество Богородично.